# NGC 2783B
NGC 2783B је спирална галаксија у сазвежђу Рак која се налази на NGC листи објеката дубоког неба.
Деклинација објекта је + 29° 59' 59" а ректасцензија 9h 13m 32,8s. Привидна величина (магнитуда) објекта NGC 2783 износи 14,3 а фотографска магнитуда 15,1. NGC 2783B је још познат и под ознакама UGC 4856, MCG 5-22-17, CGCG 151-26, HCG 37B, FGC 857, KCPG 192A, PGC 26012.